# Barbara Herrera
Barbara Herrera (Firenze, 25 aprile 1922) è un'attrice italiana caratterista, attiva principalmente in Italia fra gli anni settanta e ottanta.

## Biografia
Fu impiegata da Federico Fellini in ruoli minori, come quello della suonatrice di violino in Prova d'orchestra (1978). Recitò anche in Amarcord (1973) e in Ginger e Fred (1986). Sostenne parti in film come Il medico della mutua (1968) di Luigi Zampa o Quando c'era lui... caro lei! (1978) di Giancarlo Santi.

## Filmografia
- Il medico della mutua, regia di Luigi Zampa (1968)
- Roma come Chicago, regia di Alberto De Martino (1968)
- Contestazione generale, regia di Luigi Zampa (1970)
- Don Camillo e i giovani d'oggi, regia di Mario Camerini (1972)
- Amarcord, regia di Federico Fellini (1973)
- Vogliamo i colonnelli, regia di Mario Monicelli (1973)
- Bella, ricca, lieve difetto fisico, cerca anima gemella, regia di Nando Cicero (1973)
- Sono stato io!, regia di Alberto Lattuada (1973)
- Storia di una monaca di clausura, regia di Domenico Paolella (1973)
- Il saprofita, regia di Sergio Nasca (1974)
- Le scomunicate di San Valentino, regia di Sergio Grieco (1974)
- Calamo, regia di Massimo Pirri (1975)
- L'Italia s'è rotta, regia di Steno (1976)
- Tutti possono arricchire tranne i poveri, regia di Mauro Severino (1976)
- Prova d'orchestra, regia di Federico Fellini (1978)
- Quando c'era lui... caro lei!, regia di Giancarlo Santi (1978)
- Arrivano i gatti, regia di Carlo Vanzina (1980)
- Maschio, femmina, fiore, frutto, regia di Ruggero Miti (1980)
- Occhio alla penna, regia di Michele Lupo (1981)
- I fichissimi, regia di Carlo Vanzina (1981)
- Il paramedico, regia di Sergio Nasca (1982)
- La gorilla, regia di Romolo Guerrieri (1982)
- Il petomane, regia di Pasquale Festa Campanile (1983)
- Un ragazzo e una ragazza, regia di Marco Risi (1984)
- ...e la vita continua, regia di Dino Risi (1984) - tv
- I due carabinieri, regia di Carlo Verdone (1984)
- Ginger e Fred, regia di Federico Fellini (1986)
- Asilo di polizia, regia di Filippo Ottoni (1986)

## Doppiatrici italiane
- Solvejg D'Assunta in Don Camillo e i giovani d'oggi